# Baron Gottfried Schmiedel

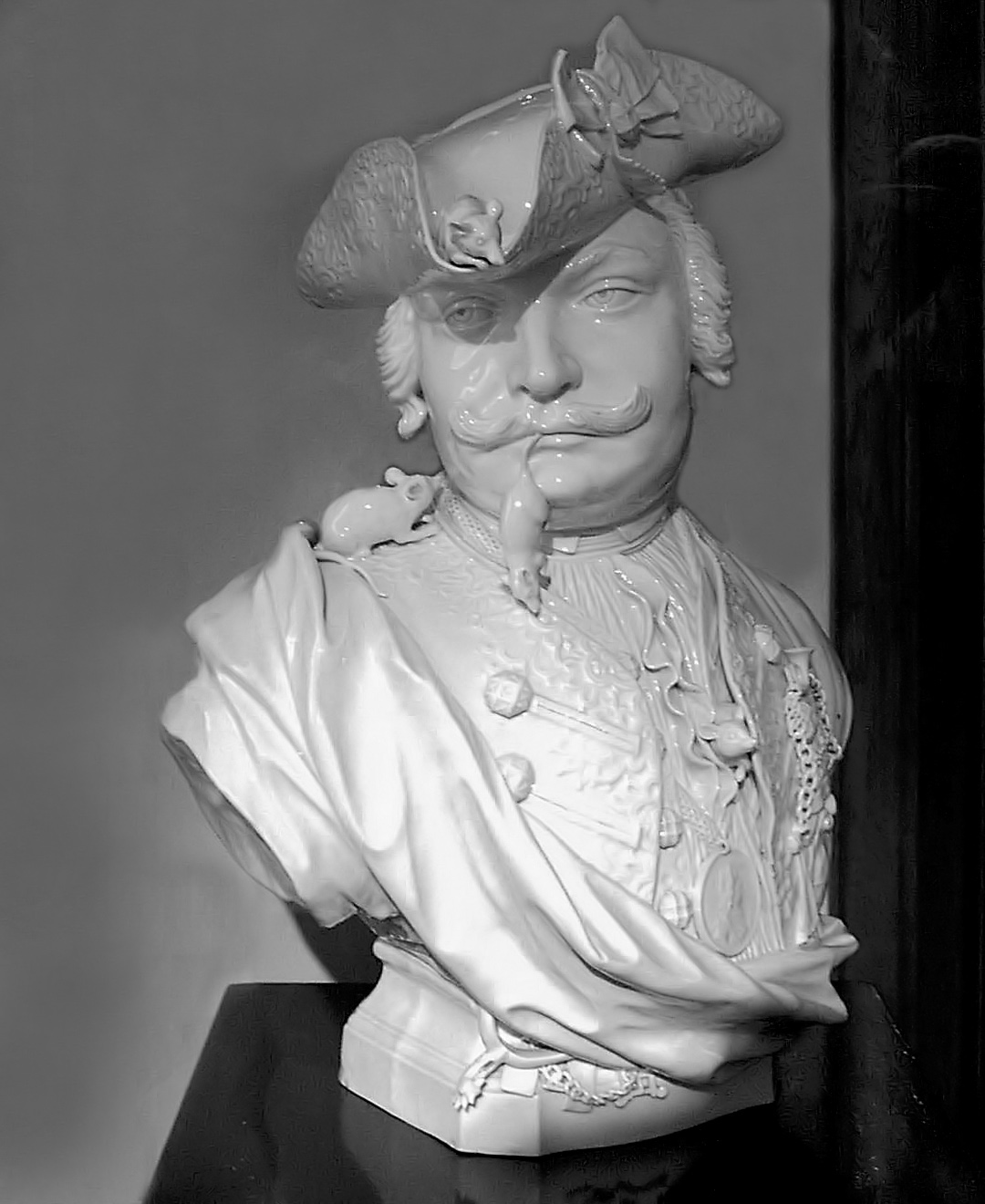
Hofnarr Gottfried Schmiedel, J. J. Kändler, 1739, Meißner Porzellan

Baron Gottfried Schmiedel (geboren vermutlich als Johann Gottfried Graf; um * 1700; † vor dem 14. Juli 1756 in Dresden) war ein Hoftaschenspieler (Hofnarr) am sächsisch-polnischen Hof in Dresden.
Baron Schmiedel erlangte im sächsischen augusteischen Zeitalter an der Seite von Joseph Fröhlich als zweiter Hoftaschenspieler einige Berühmtheit. Dies belegen unter anderem figürliche Darstellungen, Abbildungen sowie eine von Johann Joachim Kändler im Jahr 1739 geschaffene lebensgroße Porzellanbüste, die vom sächsischen Kurfürsten Friedrich August II. in Auftrag gegeben worden war und zu Kändlers bedeutendsten Werken zählt.

## Herkunft und Leben
Die wenigen biografischen Angaben zum frühen Leben Schmiedels beruhen zumeist auf einem Spottgedicht über ihn, welches 1742 in Dresden erschien. Er wurde vermutlich im Jahr 1700 unter dem Namen Johann Gottfried Graf als uneheliches Kind einer der schwarzen Magie verdächtigten Tierheilerin geboren, als erster geografischer Bezugspunkt zum Leben Schmiedels wird im Gedicht Schlesien erwähnt. Ein Freiherr nahm ihn im Jugendalter bei sich auf und schickte ihn gemeinsam mit seinem leiblichen Sohn zum Studium nach Breslau. Bei dem im Gedicht erwähnten Freiherren, nach dessen Namen er später als Baron Schmiedel bekannt wurde, handelt es sich um einen Angehörigen des Adelsgeschlechtes Schmi(e)del von Schmiden, dessen Ursprung im 16. Jahrhundert in Schlesien zu finden ist und bis nach Böhmen führt. Die Gunst seines Förderers verlor gemäß Gedicht Schmiedel, als bekannt wurde, dass er seine Zeit in Breslau mehr dem nichtakademischen Studentenleben als dem eigentlichen Studium widmete. In der Mitte der 1720er Jahre ließ er sich in der Residenzstadt Dresden nieder, wo er zunächst unter anderem als Diener verschiedener Adliger tätig war.
Als Bediensteter einer Restauration im Friesengäßgen (die heutige Dresdener Friesengasse), in dem Angehörige des sächsischen Fürstenhofes verkehrten, fiel er Graf Aleksander Józef Sulkowski dadurch auf, dass er ohne Instrument mit den Lippen Trompete blasen konnte. Dieser – ein Jugendfreund von Kurprinz Friedrich August II., Sohn Augusts des Starken – nahm ihn in seinen Dienst und führte ihn am kursächsischen Hof ein. Um 1727 wurde er dem ersten Hoftaschenspieler Joseph Fröhlich zugeordnet. Beide bildeten ab da ein auch überregional bekanntes Paar zumindest bis zum Jahr 1747. In diesem Hoftaschenspielerduo übernahm Schmiedel zumeist die melancholische Rolle und die Mitwirkung bei Zaubertricks.
Die letzten Lebensjahre bis zu seinem Tod im Jahr 1756 verbrachte Schmiedel vermutlich in Bautzen auf der dortigen Ortenburg als stellvertretender Bettmeister und Schlossinspektor. Diese Posten wurden seit 1708 hauptamtlich durch ehemalige Kammerbedienstete des sächsisch-polnischen Hofes besetzt. In seinem Todesjahr richtete Schmiedel eine Stiftung mit einem Kapital von 1.000 Gulden ein, an ausgewählte Jugendliche der böhmischen Stadt Brüx (heute Most) wurden Bildungsstipendien in jährlicher Höhe von 40 Gulden vergeben.
Von Schmiedel selbst sind zwei Werke in Versform nachweisbar. Das erste ist ein Hochzeitsgedicht anlässlich der im September 1746 stattgefundenen Vermählung von Wilhelmina Hyppolita von Berlepsch mit Friedrich August Graf von Hennicke, kursächsisch-polnischer Kammerdirektor, Geheimer Kammer- und Bergrat sowie Sohn des einflussreichen sächsischen Verwaltungsbeamten Johann Christian von Hennicke. Die zweite umfangreichere Schrift aus dem Jahr 1754 beinhaltet eine lyrische Darstellung der frühen Geschichte der Oberlausitz und der Ortenburg. Hierbei hat sich Schmiedel aber zum größten Teil mit fremden Federn geschmückt. Er übernahm nämlich auf 53 Seiten nahezu wortwörtliche Auszüge aus überkommenen, ohne Titelseite und damit ohne bekannten Verfasser gesetzten Druckbögen einer Schrift zur Ortenburg und zu den Bildfeldern der dortigen Stuckdecke und ergänzte auf 7 Seiten die fehlende neunte Bildbeschreibung durch Passagen des Traditionsrezesses aus dem Prager Frieden (1635).

## Nachweise am Dresdener Hof
Im Königlich-Polnischen und Churfürstlich-Sächsischen Hoff- und Staats-Calender wird er 1732 erstmals als Cammer-Courier Mr. Schmiedel erwähnt und in den nachfolgenden Jahren unter den Kammerbediensteten nach Joseph Fröhlich meist als Hoftaschenspieler aufgeführt. Unter weiteren Namensvarianten ist er 1735 und 1736 als Gottfried Tuchscheer, genannt der kleine Schmiedel, 1737–1740 als Gottfried Junge, Baron Schmiedel, Baron sans repos (sans repos = französisch für ruhelos oder ohne Ruhe), sowie 1741 als Johann Gottfried Graf, sonst der junge Baron Schmiedel, verzeichnet. 1747 wurde Schmiedel hier letztmals als Kammerbediensteter aufgeführt. In der Porzellansammlung des Dresdner Zwingers ist die vorstehend erwähnte Kändler-Büste am Sockel mit Hofnarr Gottfried Schmiedel beschriftet.

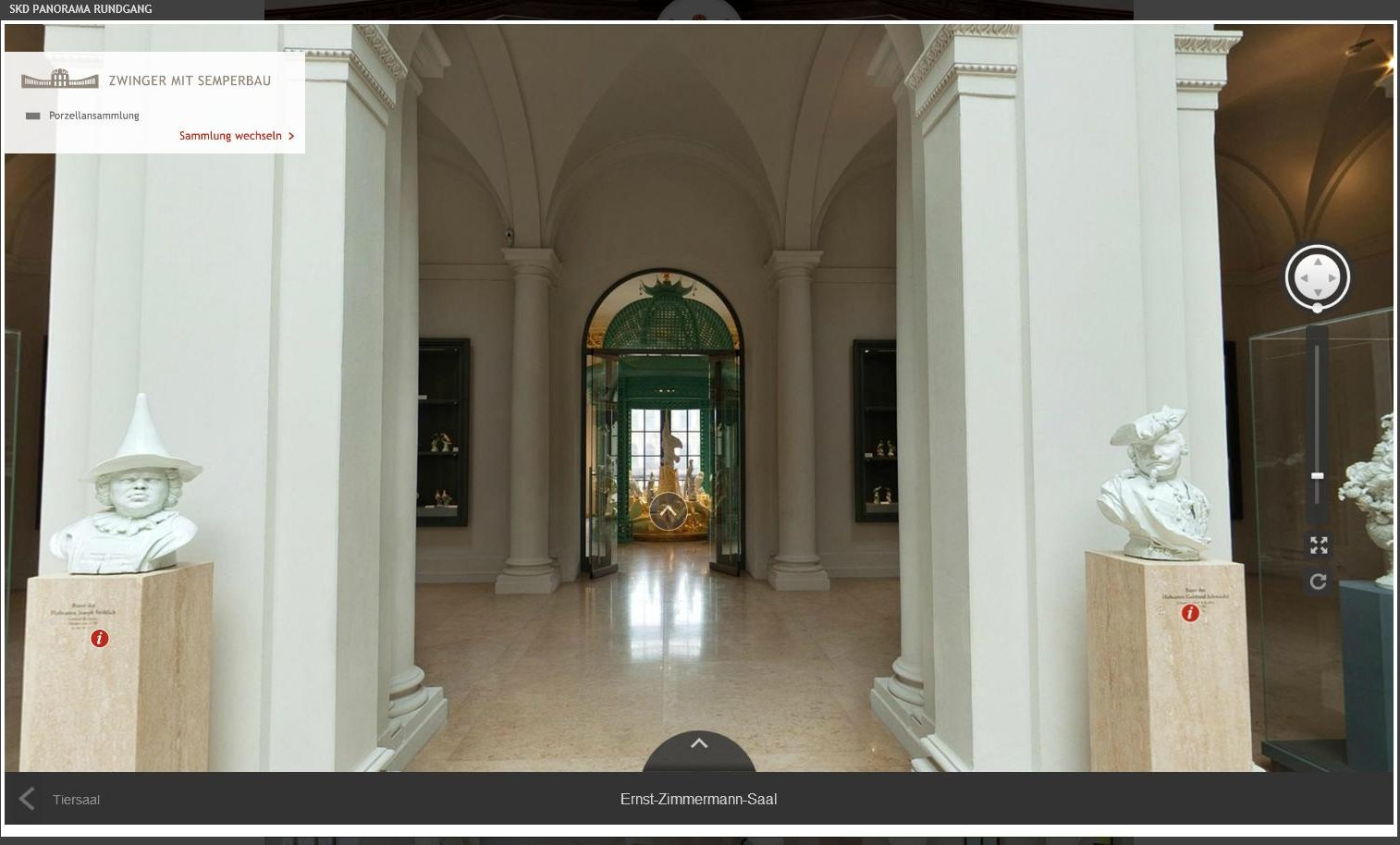
Büsten der Hofnarren Fröhlich und Schmiedel im virtuellen Rundgang „Porzellansammlung im Dresdener Zwinger“ – Ernst-Zimmermann-Saal

Die offizielle Bestallung am Hof nahm Kurfürst Friedrich August II. zwischen 1733 und 1734 vor. Der ging 1733 nach dem Tod Augusts des Starken ein wahrscheinlich sehr kurzes Dienstverhältnis als Postmeister in Bad Langensalza oder Bad Lauchstädt voraus. Von dieser Episode heraus rühren vermutlich sowohl seine Uniformierung am Dresdener Hof als auch die Gestaltung der Kaendler-Büste im damals üblichen Postmeisterhabit her.
Zu Lebzeiten Schmiedels erschienen lediglich zwei Dresdner Adressbücher. Im Jahr 1738 ist er nicht nachweisbar, 1740 ist er als Gottfr. Schmiedel, Baron sans repos, Cammer-Courier verzeichnet; zudem ist hier als Wohnadresse die „Wilsche Gaße bei der Fr. Kolbin“ (heute Wilsdruffer Straße) angegeben.
Zwischen 1748 und 1751 ist Schmiedel nicht im Königlich-Polnischen und Churfürstlich-Sächsischen Hoff- und Staats-Calender verzeichnet. Ab 1752 ist er als Jagd-Commisssarius aufgeführt, 1754 als „Adjunktus“ (Stellvertreter) des Bettmeisters der Ortenburg, und 1755 bis 1756 als dortiger Schloß-Inspector eingetragen.

## Schmiedel als Motiv in der bildenden Kunst

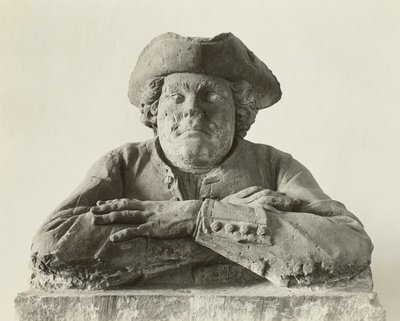
Originalbüste Landstallamt der Moritzburg, 1733

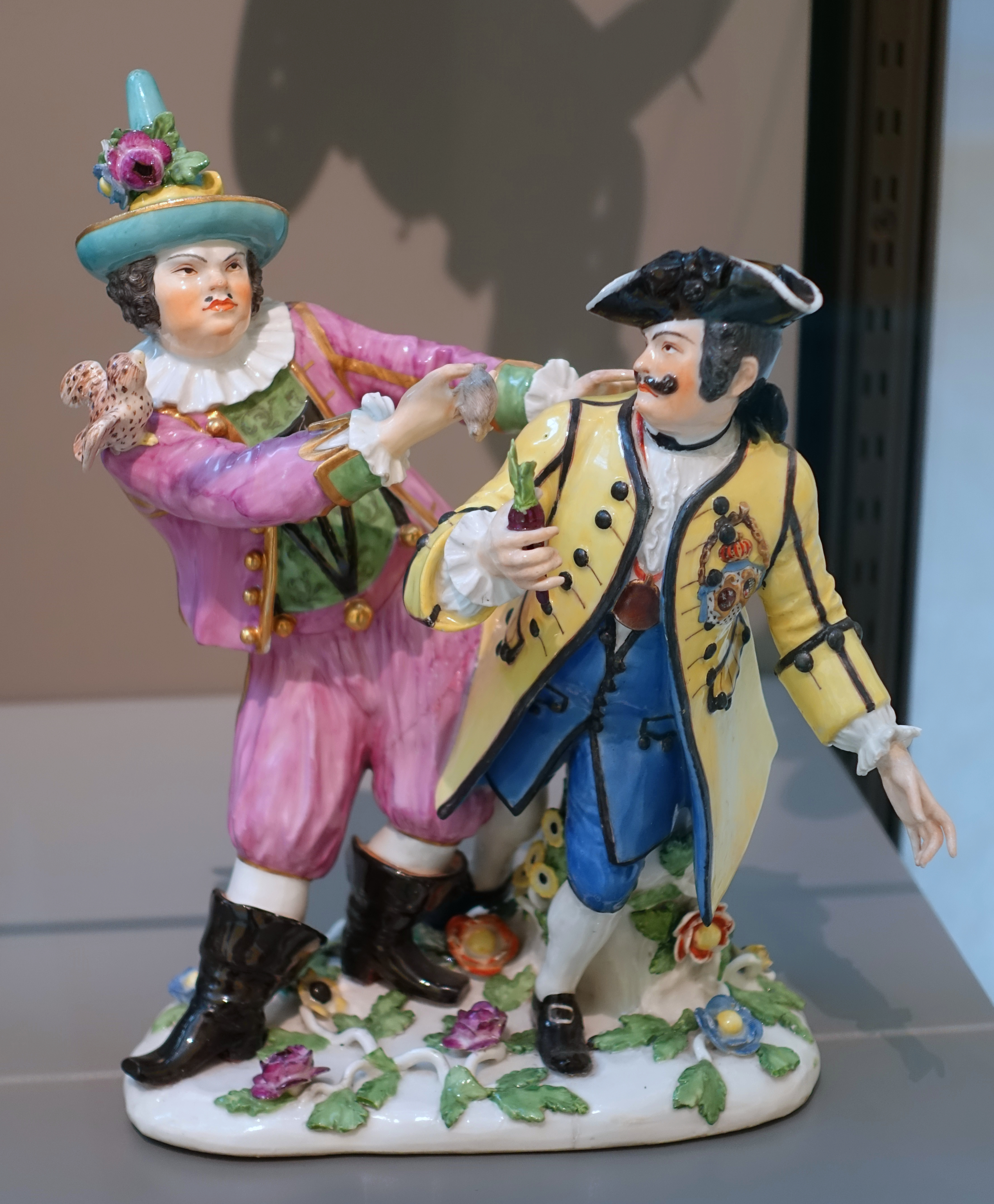
Die Hofnarren Fröhlich und Schmiedel, J. J. Kändler, 1741, Meißner Porzellan (abgewandelte Szenerie der Formnummer 290)

Schmiedel wurde in der zeitgenössischen bildenden Kunst mehrfach dargestellt.
Das großformatige Gemälde des aus Sachsen stammenden polnischen Hofmalers Johann Samuel Mock mit dem Titel Campement in Czerniaków (auch als Lustlager in Czerniaków bekannt) aus dem Jahr 1732 zeigt die Hofnarren Fröhlich und Schmiedel neben August dem Starken.
1733 entstanden von unbekannter Hand zwei Sandsteinbüsten als Dachschmuck an einem Haupttor des früheren Landstallamtes vom Schloss Moritzburg (heutiges Landgestüt Moritzburg), die beiden Hofnarren Fröhlich und Schmiedel darstellend. Die stark verwitterten Originale sind am Landgestüt durch Nachbildungen ersetzt worden.
Die vom Meißner Keramik-Modelleur Kändler geschaffene lebensgroße Büste aus dem Jahr 1739 (Formnummer 21) stellt Schmiedel als Postmeister dar, umgeben von Mäusen – seine Zaubertricks beinhalteten oftmals diese Tiere. Drei weitere zwischen 1739 und 1741 entstandene figürliche Szenerien wurden von Kändler in Meißner Porzellan geschaffen. Neben einer Gruppendarstellung zusammen mit Hofdame, Kavalier und Harlekin (1739, ohne Formnummer) zählen dazu zwei Werke, die ihn zusammen mit Joseph Fröhlich abbilden: die heute seltene Dame im Rennschlitten bzw. Schlittenfahrt (1741, Formnummer 251; Schmiedel ist hier als Frau verkleidet, die von Fröhlich umworben wird) sowie eine später mehrmals abgewandelte Szenerie, in der ursprünglich Fröhlich Schmiedel eine Mausefalle präsentiert (1741, Formnummer 290).

## Schriften
- Den Allerbesten Vogel-Fang sollte Bey der Hennick- und Berlepschischen Vermählung am 22ten Sept. 1746. glückwünschend zeigen Der Königl. Pohln. und Churfürstl. Sächß. Post-Commisarius Baron Schmiedel. Laitenberger, Naumburg 1746 (SLUB Dresden, abgerufen am 7. August 2018).
- Des Königl. Pohln. und Churfürstl. Sächs. in dem Markgrafthum Ober-Laußitz gelegenen Schlosses Orttenburg zu Budißin. Dessen Ursprung, Erbauung, und wie beyde Marggrafthümer […] an das […] Hauß Sachsen gekommen, Aus verschiedenen alten Nachrichten […] zusammen getragen durch Johann Gottfried Graff, de Schmiedel, Königl. Pohln. und Churfürstl. Sächß. bestallten Ober-Jagd-Commissarium und Schloß-Inspector des Schlosses Orttenburg zu Budißin. Meyer, Cottenberg 1754 (SLUB Dresden, abgerufen am 7. August 2018).

## Archivalische Quellen
- Hauptstaatsarchiv Dresden, Bestand 10036, Finanzarchiv, Loc. 32866 Rep. LII Gen. Nr. 1325: Den Bettmeister Dienst auf dem Schloss Orttenburg zu Budißin betr: Anno 1754.
- Hauptstaatsarchiv Dresden, Bestand 10036, Finanzarchiv, (Allerhöchste) Spezialrescripte (1542–1831), Band 1754, Bl. 68 vom 16. Februar 1754.
- Hauptstaatsarchiv Dresden, Bestand 10047, Amtsgericht Dresden, Nummer 2724: Acta Commissionis. Ergangen 1756 [Nachlassbeschreibung Johann Gottfried Grafs].